# People’s Liberation Movement (St. Vincent und die Grenadinen)
Das People’s Liberation Movement war eine politische Partei in St. Vincent und den Grenadinen. Sie trat bei den Wahlen 1957 an. Sie errang 15,2 % der Stimmen und damit einen Sitz im Parlament (House of Assembly). In späteren Wahlen trat sie jedoch nicht mehr an.